# Pedro de Villacreces
Pedro de Villacreces (Valladolid?, ca. 1360 - Peñafiel, Valladolid, 1422) va ser un frare franciscà i teòleg castellà, impulsor d'una reforma observant de l'orde franciscà. Ha estat proclamat venerable per l'Església catòlica.
Nascut al si d'una família noble i germà del bisbe de Calahorra i Burgos Juan de Villacreces, va prendre l'hàbit franciscà als catorze anys. Va estudiar a Tolosa, París i la Universitat de Salamanca, on després va impartir classes de teologia; el seu fervor espiritual, emmarcat en una societat traumatitzada per la recent Pesta Negra, va fer que renunciés al món i, com havia fet Sant Francesc d'Assís, va fer-se eremita i anà amb uns companys a una cova prop de San Pedro de Arlanza (Burgos).
Va recórrer Castella i La Alcarria, predicant l'amor a Crist i als pobres, fins a establir-se vora l'antiga ermita de La Salceda (prop de Tendilla, a Guadalajara). El 1395 va obtenir una butlla per a la fundació de comunitats d'estricta observança, reforma de l'orde franciscà que va ser anomenada dels villacrecians. A la Salceda va fundar, l'any 1396, un ermitori franciscà, on des del primer moment, va imposar l'estricta observança de la regla original de Sant Francesc.
La seva fama d'austeritat i erudició va atreure a La Salceda un nombre considerable de seguidors. Va rebre també el suport i l'ajut econòmic dels senyors de Tendilla, de l'almirall de Castella Diego Hurtado de Mendoza i del fill d'aquest, Íñigo López de Mendoza, marquès de Santillana i conegut poeta que va demanar públicament la canonització del frare al seu poema Canoniçaçión de Viçente Ferrer, y Pedro de Villacreçes, a més de dedicar-li el sonet 41.
En 1404 va fundar l'eremitori de La Aguilera, a la diòcesi d'Osma, que esdevindria el nucli de la reforma villacreciana. Quan els frares observants van manifestar el seu desig d'annexionar-se l'eremitori, Villacreces, el 1418, va anar al Concili de Constança i va obtenir del papa Martí V les Constitucions apostòliques que reconeixien oficialment la reforma i li donaven autonomia.
Entre els seus deixebles va destacar qui seria sant Pere Regalado, que va posar-se al front dels convents reformats villacrecians quan va morir el seu mestre, al convent de Peñafiel el 1422, els primers dies d'octubre. En 1450 el papa Nicolau V el declarà venerable.